# Akebia longeracemosa
Espèce
Akebia longeracemosa est une espèce de plantes à fleurs de la famille des Lardizabalaceae. Elle est également dénommée long-racemed akebia en anglais est un membre du genre Akebia, ou chocolate vine en anglais, et plus spécifiquement un parent de la plante communément connue, Akebia quinata.

## Description
Il s'agit d'une liane grimpante à feuilles semi-persistantes qui peut atteindre 8 m de haut et dont le feuillage vert vif est composé de cinq folioles oblongues qui peuvent être teintées de pourpre en hiver. Les fleurs printanières parfumées, en forme de coupes, rouge pourpre, portées par des racèmes pendants de 15 cm de long, peuvent être suivies de fruits violacés, en forme de saucisses, en cas de pollinisation croisée entre deux espèces ou variétés distinctes.
Des preuves morphologiques et moléculaires suggèrent que A. longeracemosa est peut-être un hybride entre A. quinata et A. trifoliata.

## Répartition
L'aire de répartition indigène de cette espèce est le sud-est de la Chine et le centre de Taïwan. C'est une plante grimpante qui pousse principalement dans le biome tempéré.

## Utilisations

### Culinaires
Comme la plupart des espèces d' Akebia , A. longeracemosa peut être consommée et produit des fructifications violettes semblables à celles d'Akebia quinata, mais on manque d'informations sur la saveur de cette espèce en particulier.

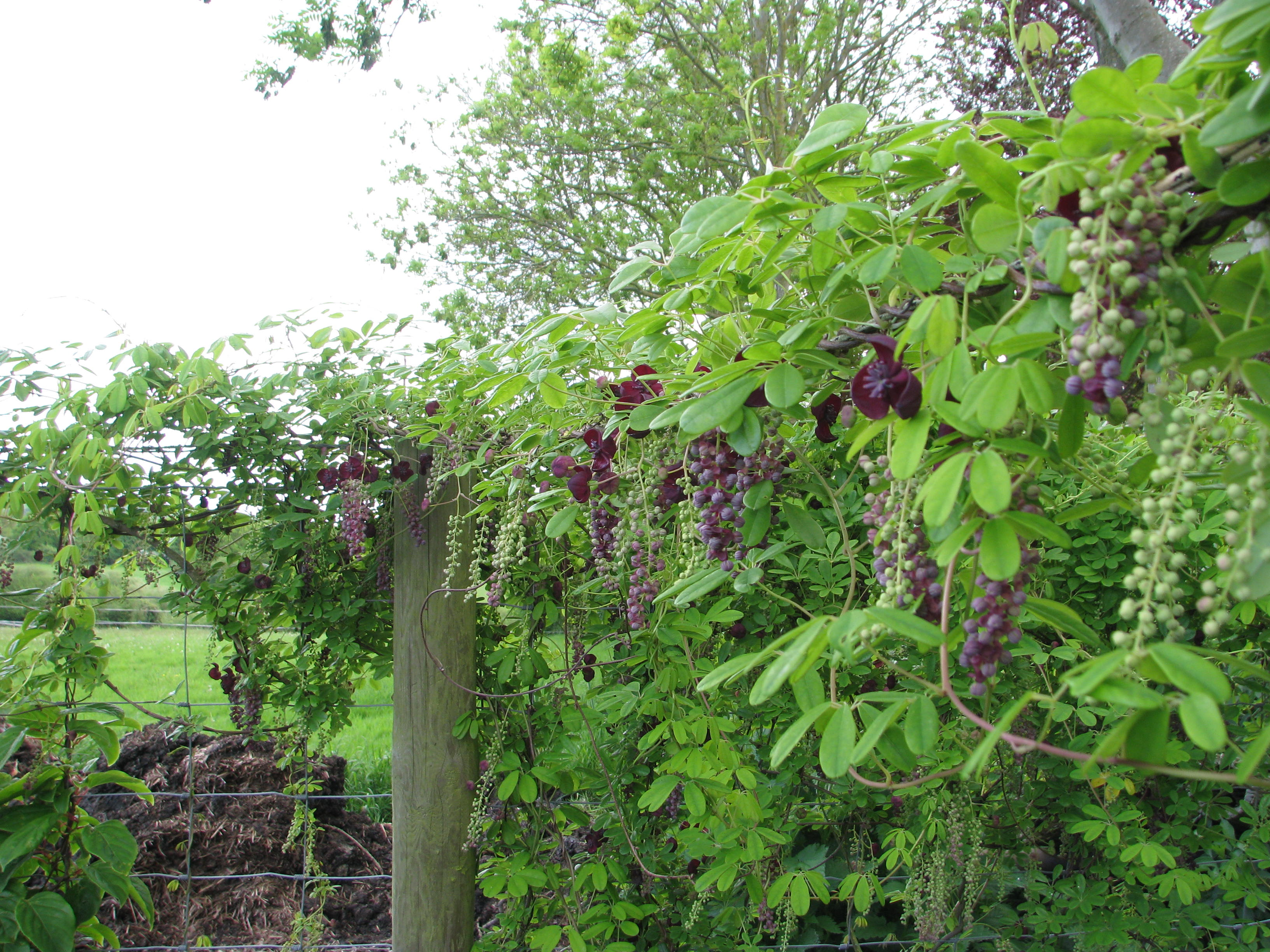
A. longeracemosa culture dans le jardin

## Galerie

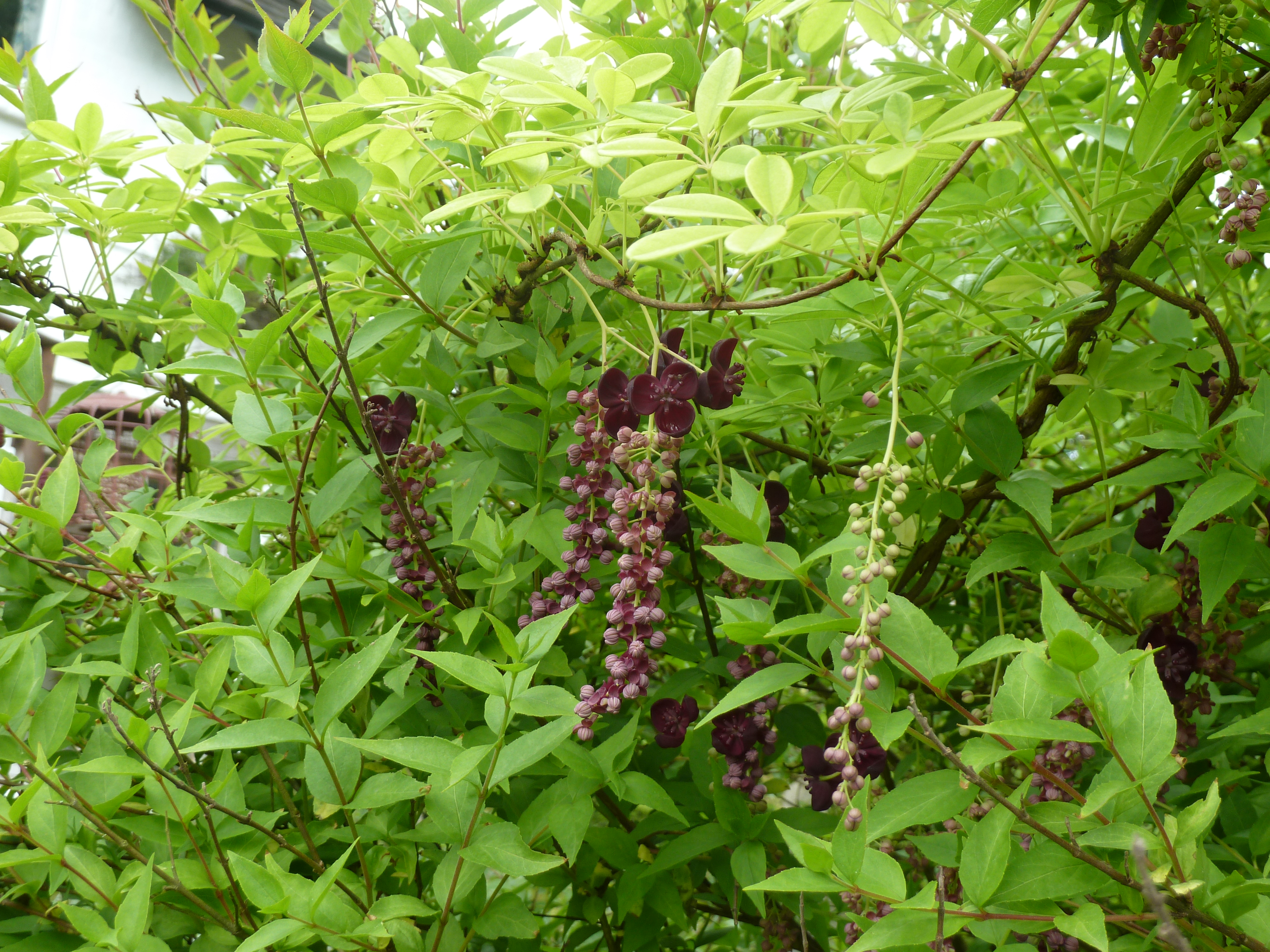
Grappe de fleurs.
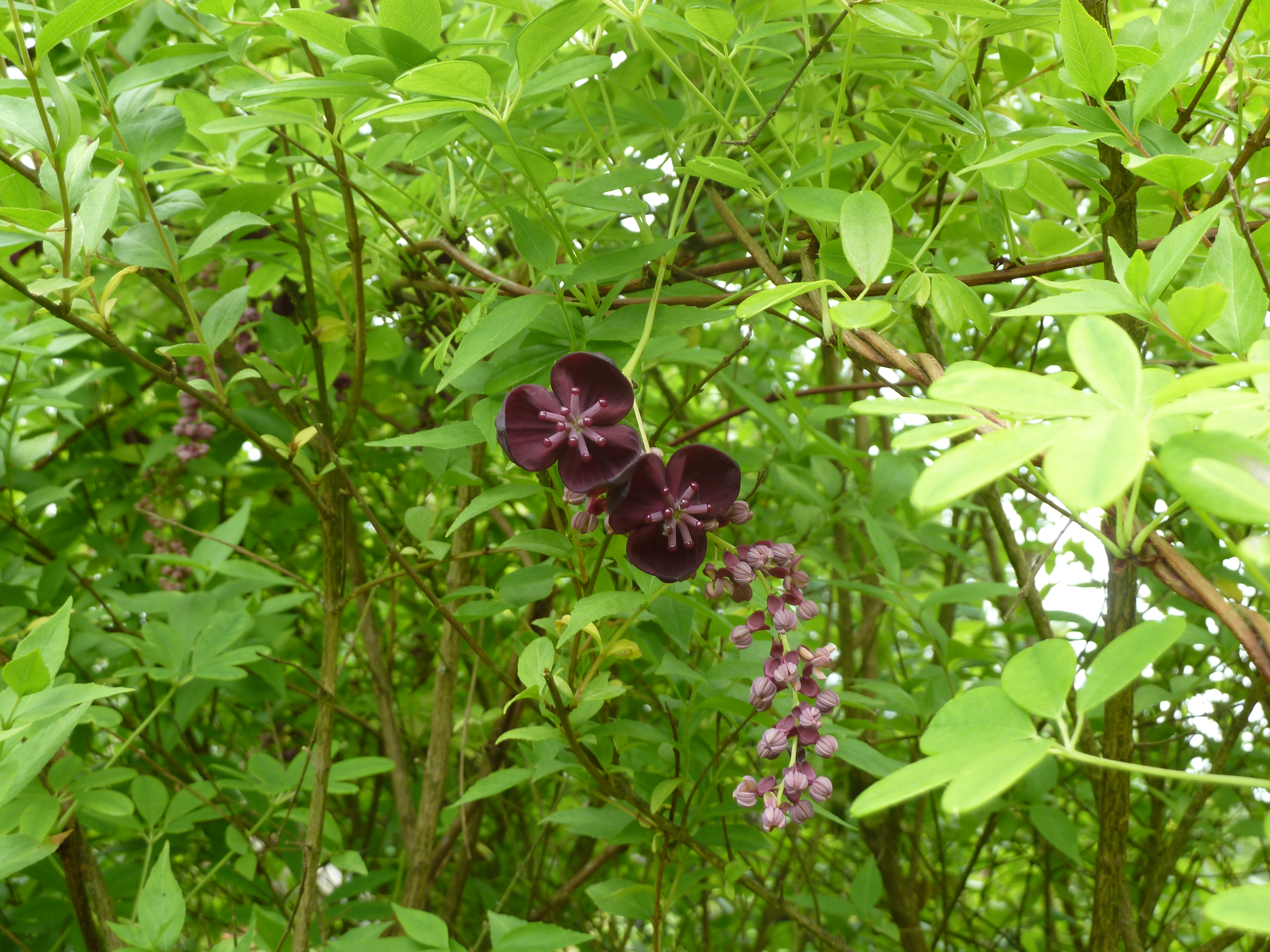
Fleurs femelles (centre de couleur foncée) Fleurs mâles (plus petit rose en bas à droite).

## Systématique
Le nom correct complet (avec auteur) de ce taxon est Akebia longeracemosa Matsum..
Akebia longeracemosa a pour synonymes :
- Akebia quinata subsp. longeracemosa Rehder & E.H.Wilson
- Akebia quinata var. longeracemosa (Matsum.) Rehder & Wilson